# Liselotte von Reinken
Liselotte von Reinken (* 9. August 1911 in Bremen; † 18. August 2005 in Bremen-Walle) war eine deutsche Historikerin, Biografin von Wilhelm Groener und Paula Modersohn-Becker, sowie langjährige Mitarbeiterin bei Radio Bremen.

## Biografie

### Familie
Liselotte von Reinken wurde als älteste von drei Töchtern in Bremen geboren. Ihr Großvater war Daniel von Reinken (1831–1894), der Herausgeber des Staatshandbuch der freien Hansestadt Bremen 1874. Ihre Eltern waren Carl von Reinken (1873–1947) und Carola von Reinken, geb. Hammer (1884–1983). Ihre Tanten waren u. a. die Bremer Malerin Margarethe von Reinken sowie deren Schwester Daniela, die Schwiegermutter von Lilo Ramdohr. Liselotte von Reinken hatte keine Nachkommen.

### Ausbildung und Beruf
Von Reinken war Schülerin des Historikers Fritz Kern. Sie arbeitete bis 1936 über den englischen Kriegsminister Haldane und veröffentlichte eine Biografie desselben. 
Ab 4. Oktober 1937 begann sie die Lebenserinnerung des seit 1932 vom NS-Regime in den Ruhestand gedrängten ehemaligen Innenministers Wilhelm Groener in Form von Stenogrammen in dessen Wohnsitz in Bornstedt (Potsdam) aufzuzeichnen und mit zeitgenössischen Quellen abzugleichen. Groener übergab ihr seine Tagebücher aus der Zeit von 1914 bis 1918, um einer Beschlagnahme durch die Geheime Staatspolizei zuvorzukommen. Reinken stellte aus diesem Material Auszüge her, die sie Groener wöchentlich vorlegte. Im März 1938 lag bereits eine erste Fassung vor, wobei Kritik an der mangelnden historischen Kontrolle seitens Fritz Kern aufkam, die Liselotte von Reinken später mit Rücksicht auf eine mögliche Zensur erklärte: Ohnehin merkt der Kenner der Verhältnisse, daß Groener bei Abfassung seiner Erinnerungen alles vermieden hatte, was ein Erscheinen des Buches während des dritten Reiches von vorneherein unmöglich gemacht hätte. Sie beendete ihre Arbeit für Groeners Lebenserinnerungen endgültig am 29. März 1939, fünf Wochen vor seinem Tod, nachdem bereits Auszüge daraus veröffentlicht worden waren.
Nach 1945 wurde von Reinken Kulturredakteurin bei Radio Bremen, wo sie 19 Jahre lang blieb. Dabei war sie u. a. 1955 in der Abteilung Buchbesprechung tätig, um 1964 Programmgestalterin der Abteilung „Wort“ und gab auch noch im Mai 1972 Interviews zur Rundfunkgeschichte.
Zudem verfasste von Reinken ab 1965 weitere Biografien, vor allem über bedeutende Frauen. So veröffentlichte sie 1965 eine Biografie von Bertha von Suttner und 1966 Forschungsergebnisse über Königin Christine. Reinkens bekannteste Biografie, die sie gemeinsam mit Günter Busch verfasste, behandelt das Leben und Schaffen der Worpsweder Malerin Paula Modersohn-Becker, die in der gleichen Künstlerkolonie tätig gewesen war, wie ihre Tante Margarethe von Reinken. Im Jahre 1975 veröffentlichte Liselotte von Reinken eine Abhandlung über die Geschichte des Rundfunks in Bremen 1924–1974, 1983 ein weiteres Buch über Paula Modersohn-Becker im Rowohlt-Verlag, und 1994 verfasste sie zusammen mit Günther Busch den Katalog zur Ausstellung der Gemälde Margarethe von Reinkens in der Kunsthalle Bremen.
Von Reinken wurde 2005 auf dem Waller Friedhof im Familiengrab EE47 beigesetzt.

## Werke und Veröffentlichungen
- Kunsthalle Bremen(Hg.), Günter Busch, Liselotte von Reinken: Margarethe von Reinken. 1877-1962. Gemälde, Aquarelle, Zeichnungen. Ausstellungskatalog, Bremen 1994.
- Paula Modersohn-Becker mit Selbstzeugnissen und Bilddokumenten. Rowohlt Taschenbuch, Reinbek 1983. ISBN 3-499-50317-4
- Günter Busch, Liselotte von Reinken (Hg.): Paula Modersohn-Becker in Briefen und Tagebüchern. Fischer, Frankfurt am Main 1979. ISBN 3-10-050601-4
- Rundfunk in Bremen 1924–1974, Bremen 1975.
- Deutsche Zeitungen über Königin Christine 1626-1689: eine erste Bestandsaufnahme, in: Band 6 von Studien zur Publizistik. Bremer Reihe. Deutsche Presseforschung, Verlag Fahle, Bremen 1966.
- Bertha von Suttner: Memoiren, Verlag C. Schünemann, Bremen 1965.
- Wilhelm Groener: Lebenserinnerungen: Jugend-Generalstab-Weltkrieg. Hg. von Friedrich Frhr. Hiller von Gaertringen. Band 41 von Deutsche Geschichtsquellen des 19. und 20. Jahrhunderts. Verlag Vandenhoeck und Ruprecht, Göttingen 1957.
- Haldane: Umriss eines liberalen Imperialisten, Verlag W. Kohlhammer, Stuttgart 1937.
- Haldane: Beiträge zur Geschichte der nachbismarckischen Zeit und des Weltkriegs Verlag W. Kohlhammer, Stuttgart 1937[8]